# TG Neuss Tigers
Die TG Neuss Tigers sind eine deutsche Damen-Basketballmannschaft, die in der 2. DBBL Nord spielen. Sie sind die erste Mannschaft der Basketball-Abteilung der TG Neuss. Die Damen-U18-Mannschaft spielt seit 2010 als Gründungsmitglied in der WNBL unter dem Namen TG Neuss Junior Tigers (zeitweise Rhein-Girls Baskets) und soll junge Spielerinnen an eine Karriere in den beiden Bundesligen gewöhnen.

## Geschichte

### „Vom Abstiegskandidaten bis zum Aufstiegsaspiranten“- 2010–2019
Seit der Saison 2010/11 spielt die erste Mannschaft der TG Neuss wieder in der 2. Damen-Basketball-Bundesliga. In der Saison 2013/14 erreichte die Mannschaft mit einem Sieg gegen das Wolfpack Wolfenbüttel den Klassenerhalt. Zur Saison 2014/15 nannte man sich in TG Neuss Tigers um. 2015/16 wurde das Team überraschend zweiter, aber schied gegen Wolfenbüttel in der ersten Runde der Playoffs aus. Ein Jahr später erreichte man wieder die Playoffs mit Platz 4, doch schied in einer engen Playoff-Serie gegen Göttingen aus. In der darauf folgenden Saison erreichte man Platz 2 und damit die Playoffs gegen das Wolfpack aus Wolfenbüttel. In der ersten Spielzeit nach 7 Jahren mit Janina Pils, starteten die Tigers mit Antonie Braibant an der Seitenlinie in die Saison 2018/19. Die Saison verlief eher schleppend mit wenigen Siegen und mehreren Differenzen, weshalb man sich gegen Saisonende von Trainer trennte. Danach übernahm die Abteilungsleiterin Angela Krings mit den erfahrenen Spielerinnen der Mannschaft die Führung und erzielten 5 Siege und keine Niederlage. Jedoch konnte man nicht zum vierten Mal in Folge an den Playoffs teilnehmen und musste sich mit Rang 6 zufriedengeben.

### Rückkehr zum Erfolg unter Bruhnke 2019–2021
Nach der zu großen Teilen enttäuschenden letzten Saison, wollten die Tigers wieder zu alter Stärke zurückfinden. In der ersten Saison mit dem neuen Trainer John Bruhnke und nur einem geringfügig veränderten Team, startete man teilweise holprig in die Saison und stolperte am Angstgegner Grünberg und gegen den BBZ Opladen. Doch danach konnte eine Serie mit 4 Siegen erreicht werden, bis der sieglose Tabellenletzte aus Chemnitz diese beendete. Nach der Niederlage in Braunschweig zum Jahresanfang, konnte wieder eine Siegesserie mit 4 Siegen erreicht werden, auch schlug man mit den MSP Bergischen Löwen den zweiten Tabellenführer in der Spielzeit, jedoch verletzte sich dort die wichtige Aufbauspielerin Briana Williams und somit konnte nur noch Krofdorf besiegt werden. Die letzten Spiele der Tigers gegen Grünberg und ALBA Berlin gingen verloren und so hätte man den 5. Platz belegt, jedoch wurde die Saison auf Grund der COVID-19-Pandemie abgesagt und die Playoffs konnten nicht stattfinden.
Auch zur nächsten Spielzeit 2020/2021 veränderte sich das Team nur geringfügig durch den Abgang von Franziska Worthmann, wurde aber punktuell sogar noch durch Christina Krick und Jana Meyer verstärkt. Da jedoch die Beschränkungen der COVID-19-Pandemie weiterhin bestanden, fielen einige Spiele aus und die Saison und Tabellenplatzierung haben kaum Aussagekraft. Allerdings mussten sich die TG Neuss Tigers am Ende der Saison von vielen wichtigen Spielerinnen und Stützen im Team, wie einer Leonie Prudent, Britta Worms, Carlotta Ellenrieder und der langjährigen Führungsspielerin Jana Heinrich, verabschieden. Zum Ende hin verließ auch der Trainer John Bruhnke das Team.

### Kaderumbruch und Nachwuchs 2021–
Nach dem Wegbrechen wichtiger Stützen im Spiel musste der neue Trainer Rufin Kendall eine neue Mannschaft formieren, die bei möglichen 4 Absteigern bei 12 Teams in der Liga, schnell Erfolge feiern kann und sich somit von den hinteren Plätzen fernhalten können sollte. Dieses Vorhaben sollte auch schnell gelingen, denn man startete mit einer Bilanz von 3 Siegen und einer Niederlage in die Saison. Bis Dezember hatte man sich auf den zeitweise 5. Platz vorgespielt (8 Siege, 4 Niederlagen) und sollte erstmal mit dem Kampf um den Abstieg weit genug entfernt sein.
Da jedoch mit Maria Avtzi die wichtige Spielmacherin den Verein zu Winter verlassen hat und kein adäquater Ersatz gefunden wurde, musste das Team eine Serie von 9 Niederlagen hinnehmen. Somit landete das Team im Abstiegskampf, der immer enger wurde. Jedoch rette sich das Team am letzten Spieltag aus eigener Kraft mit einem 57:53-Sieg über die VfL VIACTIV AstroLadies Bochum.

## Kader 2022/23
| Nr.       | Funktion                               | Name                      | Ref.                 | Herkunft | Letzter Verein           | Im Verein seit | Geburtstag           | Größe                          |
| 4         | Center                                 | Medan Swords              | [ 1 ] [ 2 ]          |          | Kortrijk Spurs (Belgien) | 2022           | 1998                 | 191 cm oder 192 cm             |
| 1         | Point guard, Shooting guard            | Brooklynn McAlear-Fanus   | [ 3 ] [ 4 ]          |          | Leicester R.             | 2022           | 03.09.1997           | 168 cm                         |
| 22        | Power forward, Small forward           | Luca Raschke              | [ 5 ] [ 6 ] [ 7 ]    |          | Düsseldorf (2020/21)     | 2022           | 2002                 | 178 cm                         |
| 11        | Point Guard, Shooting guard            | Iva Banozic               | [ 8 ] [ 9 ] [ 10 ]   |          | Düsseldorf               | 2022           | 06.02.1999           | 171 cm oder 175 cm             |
| 8         | Point Guard, Shooting Guard            | Kim Franze                | [ 11 ] [ 12 ] [ 13 ] |          | Bochum                   | 2022           | 05.03.2000           | 171 cm oder 176 cm oder 174 cm |
| 10        | Swingman, Power forward, Small forward | Priscilla-Chiara Waterloh | [ 14 ] [ 15 ] [ 16 ] |          | Huerther BC              | 2022           | 13.12.1994 oder 1993 | 185 cm                         |
| 3 oder 16 | Shooting Guard                         | Leonie Oost               | [ 17 ] [ 18 ]        |          | Junior Team              | 2018           | 2003                 | 170 cm                         |
| 2         | Small forward                          | Jule Schillings           | [ 19 ] [ 20 ]        |          | Junior Team              | 2021           |                      | 174 cm                         |
| 12        | Forward, Small forward                 | Johanna Huppertz          | [ 21 ] [ 22 ] [ 23 ] |          | Junior Team              | 2021           | 2006                 | 182 cm oder 185 cm oder 183 cm |
|           | Power Forward                          | Nafissatou Diaw           | [ 24 ]               |          | Junior Team              | 2022           | 2005                 | 182 cm                         |
| 6         | Center, Power forward                  | Ana-Isabel Behnke Llanos  | [ 25 ] [ 26 ]        |          | Junior Team              | 2022           |                      | 190 cm                         |
| 5         | Small forward, Power forward           | Ricarda Schott            | [ 27 ]               |          |                          |                | 2005                 | 178 cm                         |
| 7         | Point Guard                            | Marija Ilic               | [ 28 ] [ 29 ]        |          |                          |                | 2007                 | 170 cm                         |
| 9         | Shooting Guard, Small Forward          | Jana Meyer                | [ 30 ] [ 31 ]        |          |                          |                | 1991                 | 177 cm                         |
| 13        | Small forward, Shooting Guard          | Inga Krings               | [ 32 ] [ 33 ]        |          |                          |                | 1995                 | 176 cm                         |
| 17        | Small Forward                          | Larissa Felten            | [ 34 ] [ 35 ]        |          |                          |                | 2001                 | 176 cm                         |

Unklar:
| 7 (?) |  | Lydia Sy | [ 36 ] |  | Junior Team | 2021 |  |  |

## Kader 2021/22
| Nr. | Name              | Position | Größe  | Nationalität       | Alter |
| --- | ----------------- | -------- | ------ | ------------------ | ----- |
| 2   | Jule Schillings   | 2/3      | 1,75 m | Deutschland        | 16    |
| 4   | Nicole Egert      | 2/3      | 1,78 m | Deutschland        | 28    |
| 5   | Karla Lukas       | 1        | 1,69 m | Deutschland        | 16    |
| 7   | Lydia Sy          | 2        | 1,71 m | Deutschland        | 18    |
| 8   | Lisa Arz          | 4        | 1,79 m | Deutschland        | 32    |
| 9   | Jana Meyer        | 3/4      | 1,76 m | Deutschland        | 30    |
| 10  | Lydia Rand Baxter | 4/5      | 1,85 m | Vereinigte Staaten | 24    |
| 11  | Centa Bockhorst   | 3        | 1,79 m | Deutschland        | 28    |
| 12  | Fiona Mebelli     | 2        | 1,70 m | Deutschland        | 21    |
| 13  | Inga Kings        | 2        | 1,75 m | Deutschland        | 26    |
| 14  | Anke Ollig        | 5        | 1,85 m | Deutschland        | 22    |
| 21  | Fahime Farzanessa | 2        | 1,71 m | Deutschland        | 30    |
| 31  | Johanna Huppertz  | 3/4      | 1,83 m | Deutschland        | 15    |

- Head-Coach: Rufin Kendall
- Geschäftsführer/Hygienebeauftragter: Klaus Ehren
- Managerin: Angela Krings
- Physiotherapeut: Andreas Niessen
- Physiotherapeutin: Noelle Matzner
- Zudem gehört zu dem Team das Maskottchen „Tony the Tiger“, welches ein Schneetiger darstellen soll, welches derzeit von Lars Fuhrmann gespielt wird.